# Stereonephthya zanzibarensis
Stereonephthya zanzibarensis is een zachte koraalsoort uit de familie Alcyoniidae. De koraalsoort komt uit het geslacht Stereonephthya. Stereonephthya zanzibarensis werd in 1906 voor het eerst wetenschappelijk beschreven door Thomson & Henderson. 